# 香港公眾貨物裝卸區
公眾貨物裝卸區（英語：Public Cargo Working Area），簡稱貨物裝卸區或裝卸區，是由香港海事處設立的一處公眾貨運碼頭，提供地方予公眾船隻裝卸貨物，由海事處旗下的貨物裝卸組負責管理。截至2011年底，香港有6個運作中的貨物裝卸區，總長度約5公里，過去每年平均處理800萬噸貨物。
公眾貨物裝卸區專供小型內河船和本地駁船裝卸貨物，主要供中流作業之用，先在貨櫃船上拆卸貨物，再利用躉船或駁艇運到貨物裝卸區，然後利用貨車或貨櫃車運走貨物，如此可避免葵青貨櫃碼頭的高昂泊位費，及因交通阻塞而造成的延誤。
公眾貨物裝卸區的停泊位由海事處負責以投標方式批予營運商。營運商自行安排設施進行船隻貨物的轉運與裝卸工作。海事處會向裝卸區的貨物存放及進入車輛收取費用。

## 運作中的貨物裝卸區
香港島
- 西區公眾貨物裝卸區
- 柴灣公眾貨物裝卸區

九龍
- 新油麻地公眾貨物裝卸區
- 昂船洲公眾貨物裝卸區

新界
- 藍巴勒海峽公眾貨物裝卸區
- 屯門公眾貨物裝卸區

## 已停用的貨物裝卸區
香港島
- 灣仔公眾貨物裝卸區（2003年停用，現為灣仔海濱長廊）
- 上環公眾貨物裝卸區（1998年停用）

九龍
- 油麻地公眾貨物裝卸區（1992年停用）
- 茶果嶺公眾貨物裝卸區（2011年停用）
- 觀塘公眾貨物裝卸區（2011年停用，現為觀塘海濱花園）

新界
- 荃灣公眾貨物裝卸區（1999年停用，現為荃灣公園）